# Peter Elmsley
Peter Elmsley (Londra, 4 febbraio 1774 – Oxford, 1º marzo 1825) è stato un filologo classico inglese.

## Biografia
Peter Elmsley era il figlio minore di Alexander Elmsley di St Clement Danes di origini scozzesi. Studiò alla Westminster School (dal 5 giugno 1788) e successivamente al Christ Church di Oxford, dove conseguì il titolo di BA nel 1794, ottenendo poi il titolo di Master of Arts nel 1797 e i gradi di BD il 30 ottobre 1823 e DD il 7 novembre 1823. Nel 1802 ereditò una fortuna da suo zio, anch'egli chiamato Peter Elmsley, noto libraio dello Strand, e si dedicò allo studio degli autori e dei manoscritti classici.

## Carriera
Elmsley fu ordinato diacono della Chiesa d'Inghilterra il 31 dicembre 1797 e sacerdote il 29 aprile 1798; nello stesso giorno di aprile 1798 fu nominato curato perpetuo della cappella di Little Horkesley nell'Essex, incarico che mantenne fino alla sua morte.
Intorno al 1802 visse a Edimburgo, dove contribuì con articoli alla Edinburgh Review su opere di Heyne (Iliade), Schweighäuser (Ateneo di Naucrati), Blomfield (Prometeo) e Porson (Ecuba). Collaborò anche con la Quarterly Review. Dal 1807 al 1816 visse a St Mary Cray nel Kent, poi dal 1816 si stabilì principalmente a Oxford. Nel 1814 fu eletto Fellow of the Royal Society.
Viaggiò ampiamente in Francia e Italia, dove collazionò manoscritti classici, e trascorse l'inverno del 1818 esaminando i manoscritti della Biblioteca Laurenziana a Firenze. Nel 1819 fu incaricato, insieme a Sir Humphry Davy, di decifrare i papiri ritrovati a Ercolano, ma i risultati furono di scarso rilievo. Nel 1823 fu nominato preside della St Alban Hall di Oxford e Camden Professor of Ancient History, incarichi che mantenne fino alla sua morte per problemi cardiaci, avvenuta alla St Alban Hall l'8 marzo 1825. Un monumento in sua memoria, scolpito da Joseph Theakston, fu collocato nella Cattedrale di Oxford nello stesso anno.
Elmsley era un uomo di grande erudizione e fama europea, considerato il miglior studioso ecclesiastico d'Inghilterra. È noto soprattutto per la collazione dei manoscritti dei tragici greci, in particolare Sofocle ed Euripide, e per il suo importante lavoro di restauro dei loro testi. Gli editori che hanno lavorato nello stesso campo hanno elogiato il suo metodo accurato e la sua diligenza nel raccogliere fonti per l'illustrazione dei testi. Curò l'edizione de Gli Acarnesi di Aristofane e di diverse opere e scolii di Sofocle ed Euripide. Fu il primo a riconoscere l'importanza del manoscritto Laurenziano 32.9, un facsimile di un testo di Sofocle.